# Ernestina Pérez
Pour les articles homonymes, voir Pérez et Barahona.
Pérez  Barahona est un nom espagnol. Le premier nom de famille, en général paternel, est Pérez ; le second, en général maternel, souvent omis, est Barahona.
Ernestina Pérez Barahona (Valparaíso, 8 août 1868 - 1951) est une médecin et militante féministe chilienne, connue pour être la deuxième médecin de son pays et d'Amérique latine, après Eloísa Díaz Insunza,,,. Son travail à Valparaiso durant l'épidémie de choléra lui vaut le titre de citoyenne illustre de la ville. Elle étudie dans divers pays d'Europe pour se perfectionner en particulier en gynécologie. Pendant sa carrière en tant que médecin, elle forme des sages-femmes, s'intéresse aux problèmes d'« hygiène sociale » et travaille à la diffusion des connaissances sanitaires. Elle participe à diverses organisations de femmes, en particulier l'Association de Femmes Universitaires du Chili et le Conseil National de Femmes, deux organismes dont elle est cofondatrice et présidente.

## Carrière

### Études à l'Université du Chili
Elle naît le 8 août 1868 à Valparaíso et est la fille de Pablo Pérez et María Barahona. Elle étudie au lycée Isabel Le Brun de Pinochet, et reçoit son diplôme de bachiller (diplôme obtenu après deux années d'études universitaires) en humanités le 8 janvier 1883, et passe le même jour les examens de première année de médecine à l'Université du Chili.
Comme Eloísa Díaz Insunza, Ernestina Pérez doit assister à ses cours accompagnée de sa mère. Ernestina Pérez obtient son bachiller en médecine et pharmacie le 14 janvier 1885, deux jours après Eloísa Díaz Insunza, et est diplômée le 3 janvier 1887, sept jours après Eloísa Díaz Insunza : Pérez reçoit à cette occasion les félicitations du recteur Huneeus,. Sa thèse s'intitule « Hygiène Populaire », et est publiée dans les Annales de l'Université du Chili. Le 10 janvier 1887 elle est la deuxième chilienne à recevoir le titre de médecin chirurgien, à l'âge de 21 ans, seulement sept jours après Eloísa Díaz, la première médecin chilienne,,.

### Études à Berlin

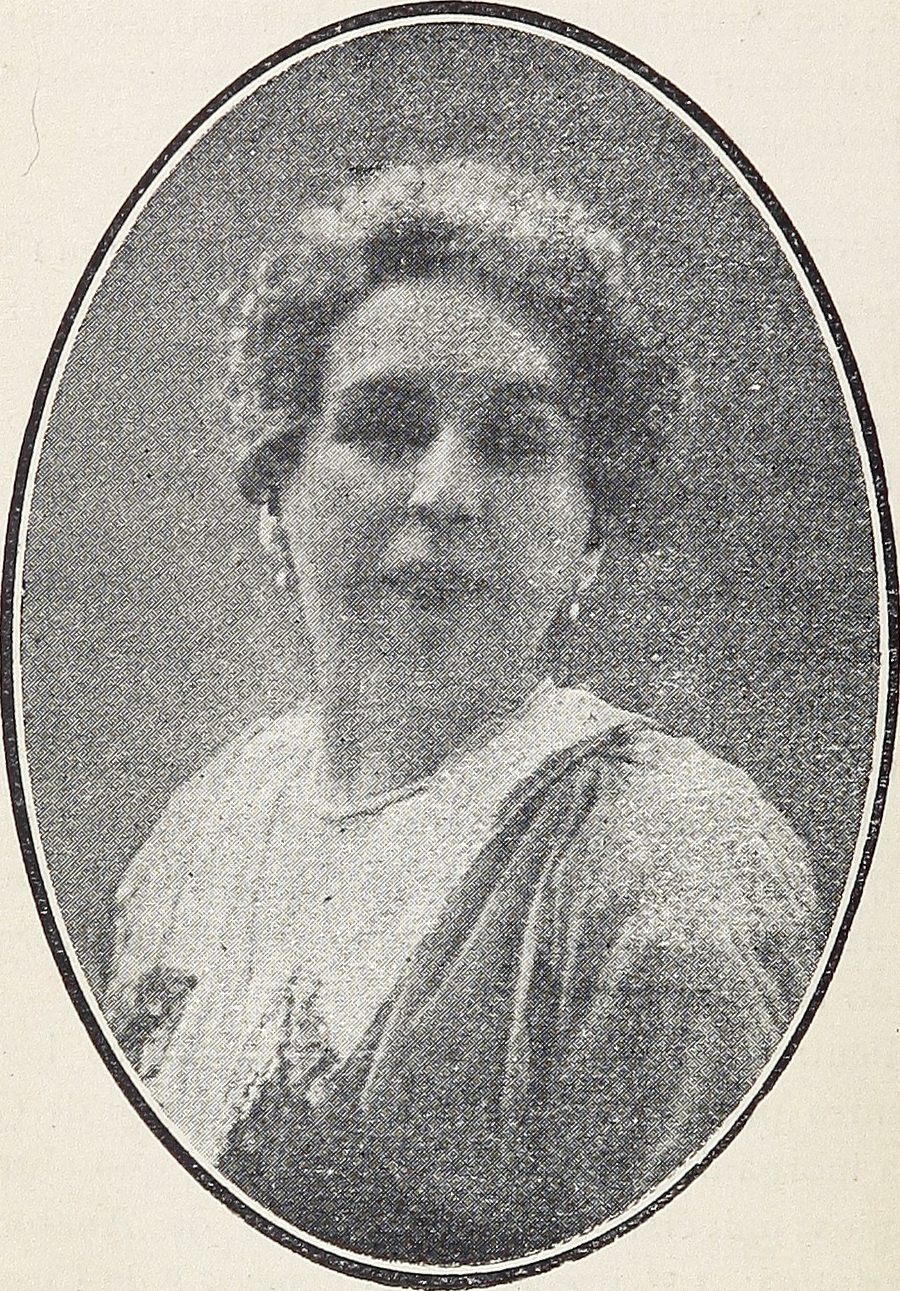
Ernestina Pérez en 1917.

En 1888 elle travaille à Valparaíso pendant l'épidémie du choléra et reçoit en conséquence le titre de citoyenne illustre de la ville. Elle voyage ensuite à Berlin pour se spécialiser en gynécologie à l'université Frédéric-Guillaume (actuelle Université Humboldt) avec une bourse de l'État chilien,. L'Allemagne n'acceptant pas les femmes en études de médecine, un paravent est installé dans les salles de classe pour la séparer des hommes, ; elle est la première Sud-américaine acceptée à l'Académie de Médecine de Berlin, et la première femme à étudier la médecine à l'Université de Berlin. Elle oblige à un changement du règlement pour qu'une femme puisse entrer dans les salles de cours pour étudier la médecine.
Elle voyage plusieurs fois en Europe pour se perfectionner dans les universités de Londres, Paris et Berlin.

### Carrière
En 1885 et 1886, elle publie dans les Revues Médicales du Chili sur la gynécologie et l'obstétrique.
En 1891, elle est nommée médecin de l'hôpital San Borja par le président Balmaceda et commence à former des sages-femmes,.
Elle présente en 1904 au congrès de Buenos Aires ses recherches sur les maladies provoquées par les corsets, dans Higiene del Corsé.
En 1913, le journal El Mercurio indique que Pérez a souhaité étudier la médecine pour aider les femmes. À cette époque, elle a un cabinet rue Catedral.
Ernestina Pérez manifeste très tôt un intérêt pour les problèmes d'« hygiène sociale », et dirige la lutte contre l'alcoolisme, la tuberculose et le choléra, entre autres. Elle considère qu'une meilleure hygiène sociale permettrait de « sauver la race chilienne ». Elle se concentre également sur des thèmes liés à la santé féminine — elle est spécialisée en gynécologie et publie Compendio de Ginecología — et la puériculture, à travers des conférences et élaboration de manuels.
Elle consacre sa vie à diffuser les connaissances sanitaires, en particulier aux femmes, comme en témoignent les textes de vulgarisation scientifique comme L'hygiène du corset, Manuel de l'infirmière au foyer et la brochure Manuel de conseils d'hygiène appliqués spécialement à l'enfance.

## Militante féministe
Pérez participe à des organisations de femmes comme le Cercle de Lecture, le Club de Dames, la Croix-Rouge de la Jeunesse Chilienne, et l'Association de Femmes Universitaires du Chili, dont elle est cofondatrice, et présidente en 1931,. Dans cette association elle est aux côtés de professionnelles comme la professeure, écrivaine et femme politique Amanda Labarca et l'avocate et femme politique Elena Caffarena. Elle est également la première présidente du Conseil National de Femmes en 1919, dont elle est la fondatrice.

## Publications
- Útero Bicorne (Utérus Bicorne). Revue Médicale. Tome XIV. 1885.
- Resección Tarsiana. Revue Médicale. Tome XV.  1886.
- Distocia Glucosúrica. Deuxième Congrès Médical Latin Américain. Actes et Travaux. Buenos Aires. 1904. Édité en 1905.
- Apuntes sobre Higiene del Corsé (Notes sur l'hygiène du corset). Actas y Trabajos. Second Congrès Médical Latinoaméricain. Buenos Aires, Argentine. 1904. Édité en 1905.
- Lecciones de ginecología (Leçons de gynécologie). Berlin, 1910. 170 p.
- Manual de la Enfermera en el Hogar (Manuel de l'Infirmière au Foyer), Presse Universitaire,1918. 349 p.
- Conférence sur l'alcoolisme : donnée au Club de Dames. Santiago, Presse Universitaire,1920. 22 p.
- Resumen de consejos higiénicos aplicados especialmente a la infancia (Résumé de conseils d'hygiène appliqués spécialement à l'enfance). Santiago, Impr. San José,[19--]. 6 p.